# Чемпіонат Швеції з бенді 1909
 Чемпіонат Швеції з бенді: 1909 — 3-й сезон турніру з хокею з м'ячем (бенді), який проводився за кубковою системою. 
Переможцем змагань став клуб АІК Стокгольм.

## Турнір

### Чвертьфінал
- ІФК Євле – Седертельє СК 11:3
- АІК Стокгольм – ІФК Норрчепінг 5:2
- «Шекрігссколанс» ІФ (Тебю) – ІФК Уппсала 6:2
- «Юргорден» ІФ (Стокгольм) – ІФК Стокгольм 5:2

### Півфінал
- ІФК Євле –  АІК Стокгольм 3:8
- «Юргорден» ІФ (Стокгольм) – «Шекрігссколанс» ІФ (Тебю) 5:2

### Фінал
9 лютого 1909 року, Стокгольм
- «Юргорден» ІФ (Стокгольм) –  АІК Стокгольм 3:7